# Carl Bechstein Stiftung
Die Carl Bechstein Stiftung engagiert sich in der Förderung des Klavierspiels. Die Stiftung wurde Ende 2012 in Berlin gegründet und ist seit Februar 2013 als gemeinnützige Organisation anerkannt. Sie ist nach dem Klavierbauer und Unternehmer Carl Bechstein benannt und widmet sich schwerpunktmäßig der musikalischen Förderung von Kindern und Jugendlichen.

## Gremien

### Vorstand
Gregor Willmes (Vorsitzender), Stefan Freymuth, Berenice Küpper, Karl Schulze

### Kuratorium
Christian Höppner, Generalsekretär des Deutschen Musikrates (Vorsitzender)
Wolfram Nieradzik, Rechtsanwalt und Geschäftsleitung der Funk Gruppe
Theo Geißler, Geschäftsführer der ConBrio-Verlagsgesellschaft, Herausgeber und Chefredakteur der nmz und weiterer Kulturzeitschriften
Linde Großmann, Prodekanin der Fakultät Musik und geschäftsführende Direktorin des Instituts für künstlerische Ausbildung Klavier der UdK Berlin, Mitglied im Vorstand der deutschen Sektion der EPTA (European Piano Teachers Association)

## Projekte

### Klaviere für Grundschulen
Um Kindern das Klavierspiel möglichst früh und niedrigschwellig zu ermöglichen, stellt die Stiftung im Projekt „Klaviere für Grundschulen“ ausgewählten Grundschulen Klaviere kostenlos zur Verfügung, damit diese daran Klavierunterricht ermöglichen. Bis Oktober 2023 haben über 250 Schulen in ganz Deutschland durch die Carl Bechstein Stiftung kostenlos ein Klavier erhalten.

### Begabtenförderung
Die Carl Bechstein Stiftung unterstützt. besonders begabte Pianisten über Stipendien und vergibt regelmäßig Sonderpreise bei großen Musikwettbewerben, wie dem Bundeswettbewerb Jugend musiziert, dem Deutschen Musikwettbewerb, dem Internationalen Klavierwettbewerb „Carl Maria von Weber“ in Dresden, dem Maritim Musikpreis oder dem Internationalen Klavierwettbewerb Jugend in Essen. Im Jahr 2021 vergibt die Stiftung 18 zusätzliche Jahresstipendien sowie 68 Einzelhilfen im Gesamtwert von 352.000 Euro an junge Pianisten, die bereits ihre Ausbildung abgeschlossen haben und durch das coronabedingte Veranstaltungsverbot in eine wirtschaftliche Notlage gekommen sind.
In Konzerten, die beispielsweise in Kooperation mit den Brandenburgischen Sommerkonzerten, dem Bachfest Rostock, der Kaiser-Wilhelm Gedächtniskirche und anderen Partnern veranstaltet werden, gibt die Stiftung den jungen Pianistinnen und Pianisten die Möglichkeit, Bühnenerfahrungen zu sammeln.

### Carl Bechstein Wettbewerb
Seit 2015 veranstaltet die Carl Bechstein Stiftung jährlich den Carl Bechstein Wettbewerb im Kulturstall von Schloss Britz in Berlin-Neukölln und möchte damit Kinder und Jugendliche zum gemeinsamen Musizieren anregen. Die Wertung findet im Wechsel zwischen kammermusikalischer und solistischer Besetzung statt und umfasst sowohl den Bereich Klassik als auch den Bereich Jazz. Zusätzlich zu den regulären Preisen werden regelmäßig Sonderpreise ausgelobt, u. a. für die besten Interpretationen von zeitgenössischen Kompositionen.
Besetzungen:
- 2014: Klavierduo[36]
- 2015: Klavier und ein Streichinstrument[37]
- 2016: Klavierduo
- 2017: Klavier solo
- 2018: Jazzklavier solo[38][39]
- 2019: Klavier solo Klassik & Jazz[40][41]
- 2020: aufgrund der Corona-Pandemie entfallen
- 2021: Klavier und ein Streichinstrument
- 2022: Klavier solo
- 2023 Klavierduo (vierhändig an einem Instrument)
- 2024 Klavier solo[42]

### Sammlung historischer Tasteninstrumente
Die Carl Bechstein Stiftung baut eine eigene Sammlung historischer Tasteninstrumente auf. Langfristiges Ziel ist es, in Workshops, Meisterkursen und Konzerten die Instrumente zum Klingen zu bringen und so die Geschichte der Klaviermusik anschaulich auch einem jungen Publikum vor Ohren zu führen.

### Sonstiges
Anderthalb Jahre nach der verheerenden Explosion im Hafen von Libanon spendete die Carl Bechstein Stiftung 2022 in Zusammenarbeit mit dem Wiener Verein Artists for Children sechs neue Flügel und zehn Klaviere im Gesamtwert von 300.000 Euro an das Nationale Konservatorium Beirut, die zentrale Ausbildungsstätte für Musikerinnen und Musiker im Libanon. Die Stiftung plant zudem derzeit das Projekt „Carl Bechstein Campus“ in Berlin, auf dem verschiedenste Nutzungen mit Bezug zum Piano angeboten werden sollen.

## Auszeichnungen
Im Jahr 2015 wurde das Projekt „Klaviere für Grundschulen“ mit dem Deutschen Kulturförderpreis ausgezeichnet, der jährlich durch den Kulturkreis der deutschen Wirtschaft im BDI e. V. mit seinen Partnern Süddeutsche Zeitung und Handelsblatt verliehen wird.